# Ariarathes 10. af Kappadokien
Ariarathes 10. Eusebes Filadelfos (? – 36 f.Kr.) var konge af Kappadokien fra ca. 42 f.Kr. til 36 f.Kr.
Ariarathes 10. var søn af kong Ariobarzanes 2. Filopater og efterfulgte sin broder Ariobarzanes 3. Eusebes Filorhomaios som konge af Kappadokien, da denne blev myrdet i 36 f.Kr. Han herskede ikke i lang tid, da Marcus Antonius fik ham afsat og henrettet. Han blev efterfulgt af en hvis Sisines (Archelaos).